# 캄포넬렐바
캄포넬렐바(이탈리아어: Campo nell'Elba)는 이탈리아 토스카나주 리보르노도에 있는 코무네다. 엘바섬에 위치해있으며, 피렌체에서 남서쪽 140km, 리보르노에서 남쪽 90km 거리에 있다.